# Monument Engelse vliegers

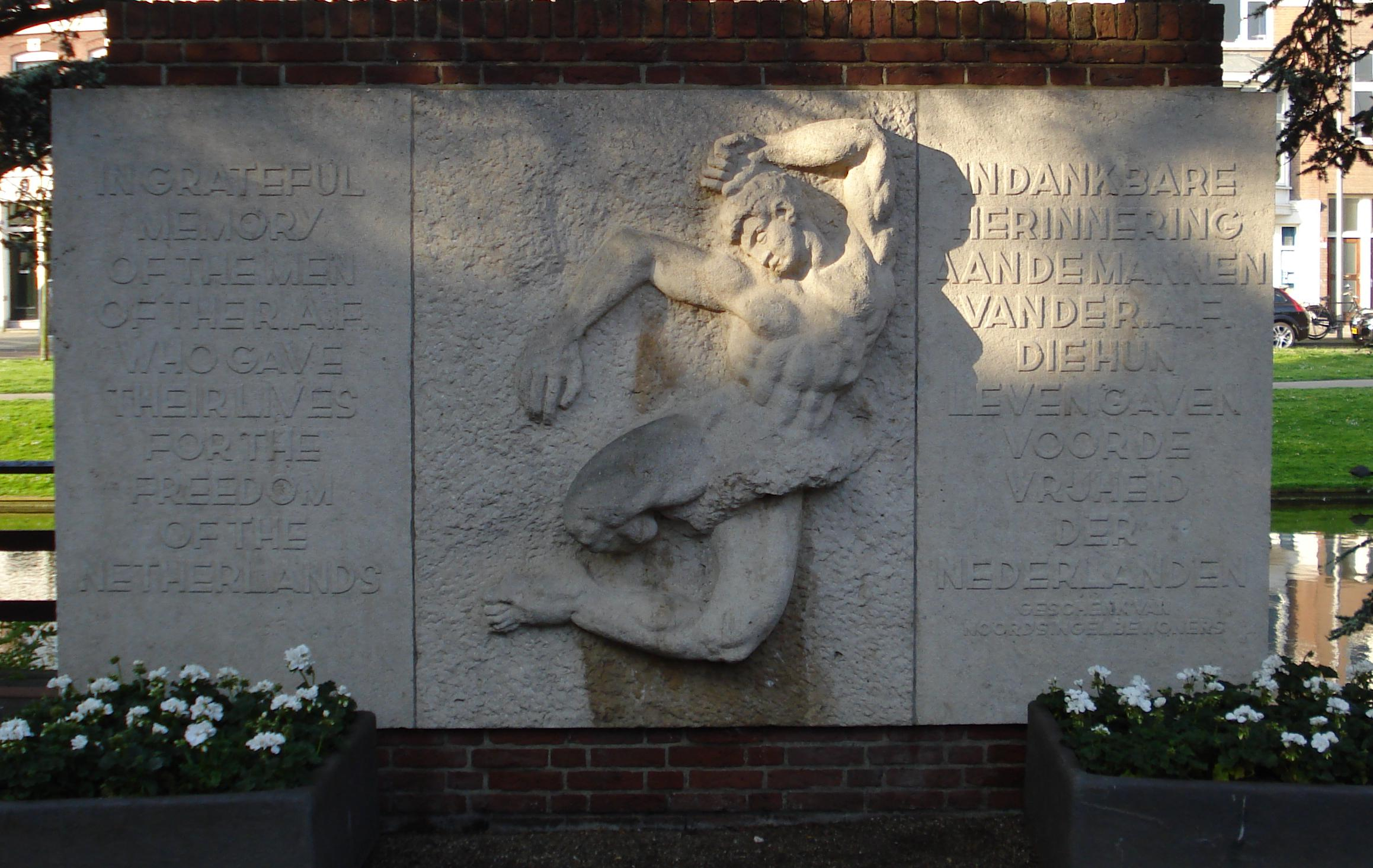
Monument Engelse vliegers, Rotterdam

Het Monument Engelse vliegers is een oorlogsmonument aan de Noordsingel in de Nederlandse stad Rotterdam.
Het monument herdenkt de in de Tweede Wereldoorlog gesneuvelde vliegeniers van de Britse Royal Air Force.
In het bijzonder herdenkt men de omgekomen bemanning van een neergeschoten Brits oorlogsvliegtuig, dat op 16 juli 1941 op de Noordsingel neerstortte. Volgens de bewoners, destijds, hebben de vliegers het neerstortende toestel zodanig gemanoeuvreerd dat het niet op de bebouwing neerkwam, waardoor veel burgerlevens gespaard zijn gebleven.
Het monument werd op 16 oktober 1946 onthuld en bestaat uit een reliëf van een zwevende mannenfiguur (gemaakt door Willem Verbon) met aan weerszijden een danktekst voor de RAF, één in het Engels en één in het Nederlands.